# Daara

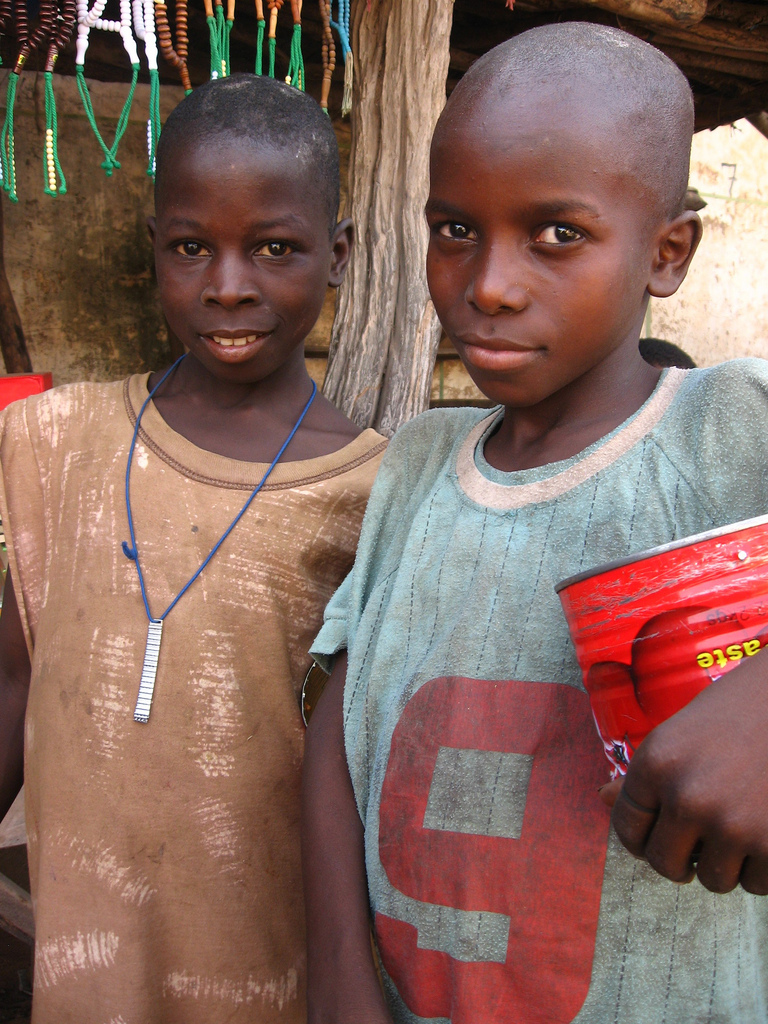
Zwei Talibés einer Daara in Vélingara mit Betteldose

Daara (Wolof Ausspracheⓘ, auch dahra oder dara geschrieben, von arabisch دار, DMG dār ‚Haus‘) ist eine traditionelle islamische Bildungsinstitution im Senegal, die bis heute eine sehr wichtige Rolle im Erziehungssystem des Landes spielt. Die Daara wird üblicherweise durch einen Marabout oder Scheich geleitet, der als Sérigné ("Meister") angeredet wird und einer sufischen Bruderschaft angehört. Die Schüler der Daara, die talibés genannt werden, sind heute meist zwischen sechs und 19 Jahren alt. Hauptziele der Daara-Ausbildung sind das Memorieren des Korans und die Vermittlung von basalen Kenntnissen über die religiösen Pflichten des Islams. Ein weiterer wichtiger Aspekt der Daara-Erziehung ist, dass der Talibé lernen soll, den Sérigné zu respektieren und zu lieben und ihm zu dienen.
Bis in die 1880er Jahre war die Daara die einzige Erziehungsinstitution im Senegal, die den Muslimen offenstand. Auch heute noch erhalten viele Senegalesen ihre religiöse Sozialisation in einer solchen Einrichtung. Nach Schätzung des senegalesischen Erziehungsministers besuchten im Jahre 2002 etwa 800.000 bis eine Million Kinder eine Daara. 2009 gab es im Senegal insgesamt etwa 6.000 Daaras, von denen sich knapp 1.000 in der Hauptstadt Dakar befanden. Die Zahl der Schüler auf den Daaras schwankt zwischen 50 und 300, einzelne große Daaras wie die von Coki haben sogar 1.000 Schüler.
Wegen seiner negativen sozialen Effekte (u. a. Verbreitung von Zwangsbettelei) geriet das Daara-System in den vergangenen Jahrzehnten stark in die Kritik. Zurzeit befindet es sich in einem umfassenden Reformprozess, an dem sowohl staatliche Behörden als auch verschiedene internationale Nichtregierungsorganisationen beteiligt sind.

## Die verschiedenen Daara-Typen
Jean-Émile Charlier unterschied 2004 drei verschiedene Typen von Daaras: 1. traditionelle Daaras, 2. moderne Daaras und 3. Daaras, die als Teilzeit-Koranschulen fungieren. Die traditionellen Daaras befinden sich zumeist in Städten und sind dadurch gekennzeichnet, dass sie über keine finanzielle Basis verfügen. Die Eltern, die dem Marabout ihre Kinder anvertrauen, erbringen ihm für deren Erziehung keinerlei Gegenleistung. Die Schüler leben deshalb in Armut und müssen Betteln gehen, um sich selbst, den Marabout und die Daara zu unterhalten. Sie verbringen viel Zeit mit ihren Bettelschalen auf der Straße, wobei sie üblicherweise ungewaschen und nur in Lumpen gekleidet sind. Als Gegenleistung für ihre Dienste bringt ihnen der Marabout Lesen und Schreiben bei, unterrichtet sie im Koran und vermittelt ihnen grundlegende Kenntnisse über die islamische Religion. Schüler, die sich seiner Autorität nicht fügen, werden gezüchtigt. Die Erniedrigung und das Leid, das die Schüler in der Daara erleben, sind intendiert und gelten als Bestandteil ihrer moralischen Erziehung. Die Talibés sollen lernen, sich irgendwie "durchzuschlagen".
Was Charlier "moderne Daaras" nennt, sind Internate, die fernab der Städte auf dem Land liegen. Die Schüler erhalten hier eine strenge religiöse Ausbildung und zur Sicherung des Unterhalts der Daara leisten sie für den Marabout landwirtschaftliche Arbeit. Die modernen Daaras verlangen außerdem, dass die Familien der Schüler einen finanziellen Beitrag zum Unterhalt der Daara leisten. Derartige landwirtschaftliche Daaras sind vor allem während der französischen Kolonialzeit von der Murīdīya-Bruderschaft gegründet worden (vgl. dazu unten) und werden hier Daara Tarbiya genannt, aber auch einige Daaras der Tidschānīya entsprechen diesem Typ. Die Lebensbedingungen in den Daaras des modernen Typs sind erheblicher besser als in den traditionellen Daaras. Da die meisten Talibés bis zu ihrer Eheschließung in der Daara leben, bildet sie für sie eine Ersatzfamilie. Der Talibé kann die Daara erst verlassen, wenn der Marabout eine Dankeszeremonie (gërëm) durchgeführt hat. Ein spezielles Kennzeichen der Daaras der Murīdīya ist, dass sie nur männlichen Schülern vorbehalten ist, während in den Daaras der Tidschānīya auch Mädchen untergebracht sind. Allerdings wird eine strikte Geschlechtertrennung aufrechterhalten.
Bei den traditionellen und modernen Daaras wohnen die Schüler in dieser Einrichtung und sehen ihre Eltern nur sehr selten. Sie leben dort als talibés bis zu ihrer Eheschließung. Dies ist anders bei denjenigen Daaras, die als Teilzeit-Koranschulen funktionieren. Sie werden von den Schülern, die ihre reguläre Ausbildung an einer staatlichen französischsprachigen Schule erhalten, nur am Abend oder in den Ferien besucht. Während die französische Schule in diesem Fall die Aufgabe hat, die Schüler auf das diesseitige Leben (jàng àdduna) vorzubereiten, soll sie die Daara sie auf das jenseitige Leben (jàng àllaaxira) vorbereiten. Anders als bei den traditionellen und modernen Daaras hat der Marabout bei den Teilzeit-Daaras keine vollständige Autorität mehr über seine Schüler. In den letzten Jahren haben derartige Teilzeit-Daaras stark an Bedeutung zugenommen. Im Jahre 2007 besuchten nur 10 Prozent der senegalesischen Kinder zwischen 6 und 12 Jahren eine Vollzeit-Daara, während 50 Prozent eine Teilzeit-Daara besuchten.
Die Gültigkeit von Charliers Typisierung für die unmittelbare Gegenwart ist allerdings dadurch eingeschränkt, dass die vor wenigen Jahren geschaffene staatliche Aufsichtsbehörde für die Daaras heute selbst eine Definition für das vorgibt, was sie als eine "moderne Daara" anerkennt und finanziell fördert. Demnach handelt es sich um eine Einrichtung, die Schüler zwischen fünf und 18 Jahren aufnimmt, sie auf die Memorisierung des Korans vorbereitet und ihnen eine qualitätvolle religiöse Erziehung und Basiskompetenzen entsprechend dem cycle fondamental vermittelt. Sie muss dabei ergonomische Normen, didaktische Prinzipien und hygienische Vorschriften beachten und den geltenden staatlichen Bestimmungen entsprechen. Daneben gibt es noch eine Anzahl von Daaras, die 2002 an einem staatlichen Modernisierungsprogramm teilgenommen haben. Sie werden in der staatlichen Diktion als "modernisierte Daaras" bezeichnet. Aufgrund dessen hat Sophie d'Aoust 2013 die Daaras in vier Typen eingeteilt: 1. traditionelle Daaras ohne Internat, 2. traditionelle Daaras mit Internat, 3. modernisierte Daaras und 4. moderne Daaras.

## Geschichte der Institution

### Ursprünge
Die historischen Ursprünge der Daara-Institution liegen im Dunkeln. In verschiedenen neueren Studien wird die Verwandtschaft der Daara zum mittelalterlichen Ribāt hervorgehoben, in dem Adepten abgeschieden vom Rest der Welt lebten und sich ihrer spirituellen Vervollkommnung widmeten. Auch das Wolof-Wort daara soll auf diesen Entstehungszusammenhang verweisen. Es soll ursprünglich eine Abkürzung des arabischen Ausdrucks Dār al-murābiṭīn (Haus der Grenzkämpfer) sein, der wie der Begriff Ribāt in der nomadischen Gesellschaft Westafrikas eine Einrichtung bezeichnete, die der religiösen Erziehung, dem Rückzug und dem Dschihad diente.
In der Zeit vor der französischen Kolonisierung stand in den Daaras das Memorisieren des Korans im Vordergrund. Es waren insbesondere die Söhne aus Familien muslimischer Geistlicher, die hier studierten, um die Familientradition weiter zu pflegen und sich auf eine geistliche Karriere vorzubereiten. Kinder, die nicht aus klerikalen Familien stammten, verließen die Daara meist schon nach wenigen Jahren, nachdem sie die elementaren Regeln des Islams, Lesen und Schreiben und genügend Texte aus dem Koran gelernt hatten, um korrekt beten zu können.

### Entwicklungen während der französischen Kolonialzeit

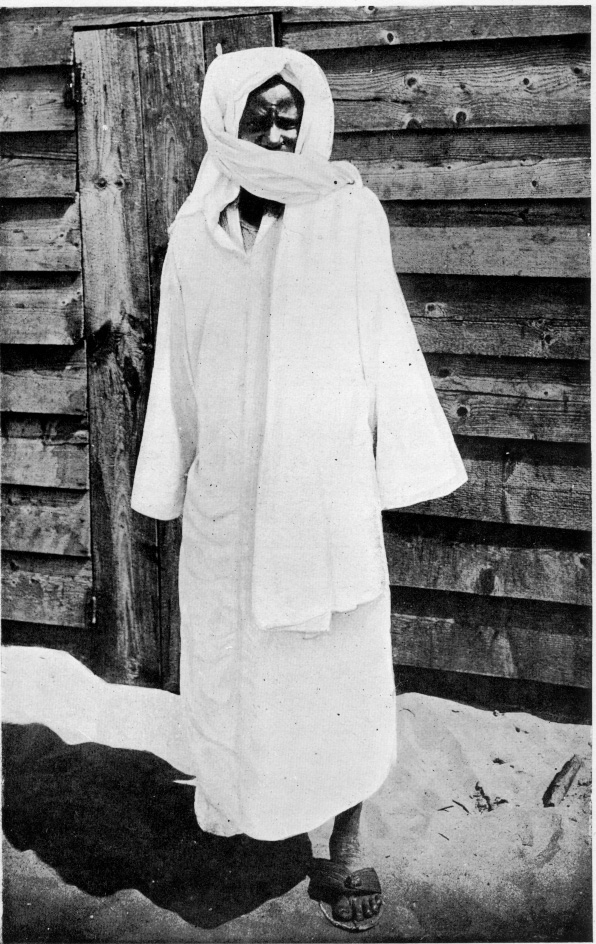
Amadu Bamba, der Gründer der Murīdīya

Eine neue Form der Daara entwickelte sich in der französischen Kolonialzeit mit der Daara Tarbiya des Murīdīya-Ordens. Die Daara Tarbiya ist eine spezielle Institution der Murīdīya und hat auch eine zentrale Rolle bei der Gründung und Entwicklung dieser Tarīqa gespielt. Früher wurde diese Form der Daara als eine Erfindung von Ibra Fall, einem engen Anhänger Amadu Bambas, beschrieben, heute wird dagegen angenommen, dass diese Institution nicht "erfunden" wurde, sondern sich ganz allmählich herausgebildet hat, wobei Ibra Fall an dieser Entwicklung nur geringen Anteil hatte. Die Daara Tarbiya wird als eine Strategie gesehen, auf die Amadu Bamba und seine ersten Anhänger zurückgriffen, um mit der immer weiter steigenden Anzahl von Schülern, die sich um sie versammelten, zurechtzukommen.
Bambas Vater Momar Anta Sali hatte 1871 in Mbacké-Kayor eine Daara gegründet, die hauptsächlich von älteren Schülern besucht wurde. Nachdem sein Vater 1883 gestorben war, führte Bamba die Daara von Mbacké Kayor weiter, wobei er einen neuen Erziehungsstil einführte, bei dem das Ziel nicht so sehr die Memorisierung des Korans, sondern die "Läuterung" und "Zähmung" der Seele sowie die Erziehung hin zu Gemeinschaft und Solidarität war. Als Amadu Bamba später in sein Heimatdorf Mbacké-Baol zurückkehrte, führte er die dortige Daara in der gleichen Weise. Die Erziehung hin zur Gemeinschaft war gerade im Hinblick auf die Heterogenität von Bambas Anhängerschaft sehr wichtig. Viele seiner Schüler waren ehemalige Sklaven sowie Angehörige niederer Kasten der Wolof-Gesellschaft, die keinerlei Schulausbildung erhalten hatten, andere waren ehemalige Krieger.
Die Art, wie Bamba die Daara in Mbacké-Baol führte, wurde von den Geistlichen der Umgebung und seiner eigenen Familie stark kritisiert. Diese Konflikte zwangen Amadu Bamba um 1888, das Dorf Mbacké-Baol zu verlassen und in der Nähe ein neues Daara-Dorf zu gründen. In diesem Dorf, dem er den Namen Darou Salam gab, entwickelte er die Art der Daara-Führung zu einem speziellen Typ weiter, den er Daara Tarbiya ("Daara der Erziehung") nannte. In der Daara Tarbiya wurde der Dienst für den Sufi-Scheich als Führer und spirituellen Mentor betont. Dies erfolgte in Anknüpfung an das in vielen Koranschulen gepflegte Chidma-Konzept (von arab. ḫidma = "Dienst"), allerdings in einer sufischen Umdeutung, denn in der Daara Tarbiya wurde das Lehrer-Schüler-Verhältnis nach dem sufischen Modell von Murschid und Murīd konzipiert. Der Schüler diente seinem Scheich, um seine Baraka zu erhalten und sein Verhalten nachzuahmen. Die Gründe für den Eintritt in die Daara Tarbiya waren sehr unterschiedlich. Nicht wenige Talibés traten auf Wunsch ihres Scheichs in sie ein.
Die Expansion der Murīdīya über den Senegal hängt eng mit den Daaras zusammen. Die Methode der Murīdīya bestand darin, möglichst fern von der Staatsmacht im Landesinneren neue Gebiete zu kolonisieren und dort Daaras zu gründen, besonders in Baol und Saalum. Diese Aufgabe wurde älteren, verheirateten Anhängern anvertraut, die als Vertreter (jawrigne) des Marabout mit Gruppen von zehn bis 15 jungen Murīden in die neuen Daaras zogen, das dortige Land urbar machten und Hirse, das damalige Grundnahrungsmittel im Senegal, anbauten. Sie lebten mit ihren Ehefrauen in den Daaras und kümmerten sich um ihre Schüler. Dank der Daaras vergrößerte sich nicht nur das Territorium der Murīdīya, sondern auch die wirtschaftliche Position der Bruderschaft.
Mit der Ausrichtung der senegalesischen Landwirtschaft auf den Anbau von Erdnüssen änderte sich der Charakter der Daaras, denn die Erdnussplantagen hatten erheblich größere Anbauflächen. Die Daaras wurden außerdem zu „Pioniersiedlungen der Landgewinnung für den Erdnussanbau.“ Die meisten Daaras entwickelten sich nach einer Zeit zu regelrechten Dörfern, die dann von dem Scheich geleitet wurden. Schüler, die ihre spirituelle Ausbildung in der Daara beendet hatten, erhielten üblicherweise von ihrem Scheich ein Grundstück. Er half ihnen auch bei der Eheschließung und der Gründung einer Familie. Die ehemaligen Schüler siedelten sich meist in der Nähe ihrer früheren Daara an, wo das Land zugänglicher war und sie mit der Unterstützung des Scheichs und seiner Schüler rechnen konnten. Durch die Daara wurde somit im ländlichen Raum die Gruppenkohäsion zwischen den Murīden garantiert.
Ähnlich wie Amadu Bamba errichtete auch Malik Sy, der Sy-Tidschānīya, eine ganze Anzahl von Daaras, und zwar nicht nur in Tivaouane, dem Zentrum seiner Bewegung, sondern auch in Saint-Louis, Dakar und anderen Städten des Senegal. Bis heute gibt es in Tivaouane eine ganze Anzahl von Daaras. Eine davon, die Daara Alaaji Maalik, die sich im Umfassungsbereich der Moschee befindet, ist den Nachkommen von Marabouts vorbehalten. In Tivaouane wird nämlich eine klare Trennung aufrechterhalten zwischen den Söhnen von Marabouts und den Söhnen von Schülern, obwohl Mālik Sy in seinen Schriften eine derartige schulische Ungleichheit eigentlich geächtet hatte.
Die Daaras waren 1913 die wichtigste Erziehungseinrichtung auf dem Gebiet des Senegal. Von den geschätzten 120.000 Kindern im Grundschulalter besuchten in diesem Jahr 11.451 eine Daara, während nur 4.014 eine französische Grundschule besuchten.

### Nach der Unabhängigkeit Senegals
Als Senegal 1960 unabhängig wurde, kümmerte sich die neue Regierung nicht um die Daaras. Dies lag auch daran, dass nach ihrer Einschätzung die frankophonen Schulen die Daaras schon bedeutungsmäßig überrundet hatten. Nach einer offiziellen Schätzung aus dem Jahr 1961 lag die Zahl der Kinder, die eine frankophone Schule besuchten, bei 110.000 Schülern, während die Zahl der Talibés nur 66.000 betrug.
In Wirklichkeit expandierte jedoch das Daara-Wesen in der nachkolonialen Zeit. Die Murīdīya baute ihr Daara-Netzwerk kontinuierlich weiter aus. Die letzte große Daara-Gründungswelle erfolgte unter Serigne Saliou Mbacké, dem fünften General-Kalif der Murīdīya. Er errichtete während der Regierungszeit von Abdou Diouf (1981–2000) zahlreiche moderne Daaras in dem Waldgebiet von Chelcom in der Region Kaffrine.

## Der Reformprozess

### Kritik am Daara-System und erste Reformbemühungen

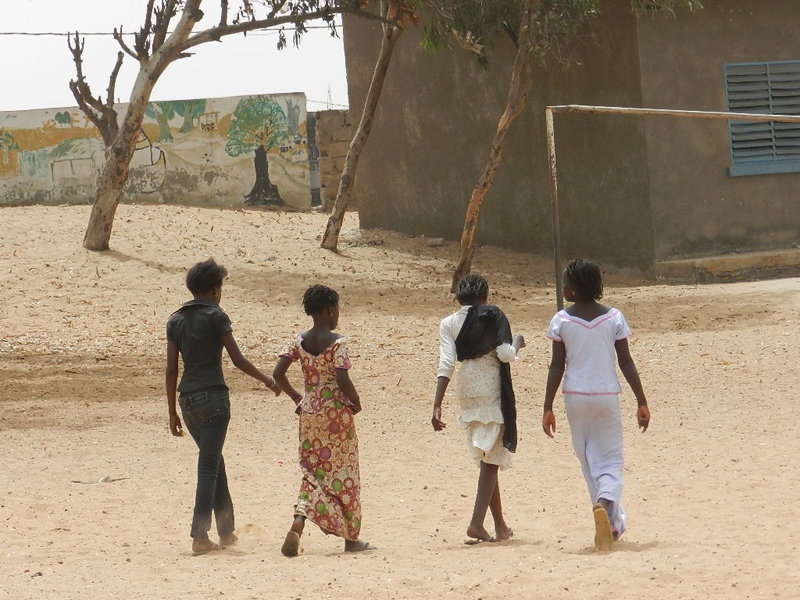
Weibliche Talibés in der Daara Malika, einer Reform-Daara im Nordosten von Dakar, die 1980 von Frauen gegründet wurde.

Ab den 1980er und 1990er Jahren wurde die Daaras allerdings zunehmend als ein soziales Problem wahrgenommen. In vielen städtischen Daaras, auch denjenigen der Tidschānīya, blieb das Zwangsbetteln weiter an der Tagesordnung. Vertreter der Regierung, die französischsprachige Presse und internationale Menschenrechtsorganisationen verdammten öffentlich die Daara als eine pädagogisch rückständige Institution. Mit dem expliziten Ziel, die soziale Not bettelnder Talibés zu lindern, gründeten 1980 mehrere Frauen mit Unterstützung von Präsident Léopold Senghor im Nordosten von Dakar die Daara Malika.
Im Brennpunkt der Kritik stand allerdings nicht nur das Bettelwesen, sondern auch die unhygienischen Lebensbedingungen in den traditionellen Daaras sowie die in den Daaras ganz allgemein angewandten Körperstrafen. Nachdem die Vereinten Nationen 1989 ihre Kinderrechtskonvention verabschiedet hatten, starteten die senegalesische Regierung und die UNESCO 1992 ein erstes Projekt zur Reform der Daaras, über deren Ergebnisse allerdings nichts bekannt ist. In dem Kampf gegen die Zwangsbettelei der Talibés engagierten sich auch andere Nichtregierungsorganisationen wie Tostan.
Die Regierung von Abdoulaye Wade beschloss 2002, das Daara-System durch Integration von naturwissenschaftlichen und technischen Fächern in das Curriculum zu reformieren und stärker unter staatliche Kontrolle zu bringen. Mit Unterstützung der UNICEF führte sie an 80 ausgewählten Daaras in den Regionen Diourbel, Dakar, Kaolack und Thiès ein neues Curriculum ein, das Unterricht in drei Sprachen (Wolof, Französisch, Arabisch) und eine berufliche Ausbildung ein. Diese Modell-Daaras sollten als hybride Erziehungseinrichtungen die Vorzüge der Ausbildung an einer staatlichen Schule und an einer Daara kombinieren. Die Schüler, die in das Programm eingeschlossen waren (ca. 16.000), sollten das Certificat de Fin d'Etude Elémentaire (CFEE) erhalten und anschließend in eine franko-arabische Schule wechseln. Von den 80 Daaras, die an dem Modernisierungsprogramm UNICEF teilnahmen, schieden allerdings 60 schon nach drei Jahren wieder aus, weil ihnen die Mittel fehlten, um nach dem vorgesehenen Curriculum lehren zu können.
Die Daaras wurden von nun an auch in die Berechnung der Einschulungsrate einbezogen, um international bessere Zahlen vorweisen zu können. 2004 beschloss die Regierung außerdem die Schaffung einer Aufsichtsbehörde für die Daaras (inspection des daara), die allerdings erst im Jahre 2008 ihre Arbeit aufnehmen konnte. Daneben versuchte die Regierung, die Akzeptanz der staatlichen Schulen bei der Bevölkerung zu erhöhen, indem sie dort Religionsunterricht einführte. Ziel war es, alle Kinder, die bisher eine Daara besuchten, zum Besuch einer staatlichen Schule zu bringen.

### Aufnahme der Reformen in der senegalesischen Bevölkerung
Der Kampf des Staates und der Nicht-Regierungsorganisationen zur Reform des Daara-Systems fand viel Unterstützung bei den Vertretern des staatlichen Schulwesens und der Wirtschaft. Zwar wurden in diesen Milieus die pädagogischen Leistungen der landwirtschaftlichen Daaras durchaus anerkannt, doch hatte auch bei ihnen die Daara aufgrund des niedrigen Ausbildungsgrades ihrer Lehrer und des Fehlens eines Unterrichtscurriculums einen schlechten Ruf.
Die Einflussnahme des Staates und der Nichtregierungsorganisationen sowie die geplante Ersetzung der Daaras durch staatliche Schulen stießen allerdings auch auf viel Kritik. Da die UNICEF nicht mit den Leitern der Daaras zusammen arbeitete, sondern vor allem mit den Frauen (ndeyu daara), die sich unmittelbar um die Kinder in den Daaras kümmern, empfanden einige Daara-Scheiche die Einmischung als Unterhöhlung ihrer Autorität und stellten sie als einen Angriff auf den Islam dar. Außerdem waren viele Eltern und sogar Vertreter der Wirtschaft den staatlichen Schulen gegenüber negativ eingestellt. Hierfür wurden teilweise pragmatische Gründe angeführt, so zum Beispiel, dass die Talibés durch die Daaras mit ihren strengen Regeln und Strafen besser auf das Leben vorbereitet würden. Teilweise hielten die Eltern aber auch deswegen an der Daara fest, weil die kostenlose Erteilung von Koranunterricht, wie sie in der Daara erfolgt, von ihnen als eine segensreiche Tätigkeit betrachtet wird und es als eine fromme Handlung gilt, die eigenen Kinder auf eine Daara zu schicken. Schließlich gibt es auch soziale Gründe, die die Eltern bei der Daara halten: durch die Übergabe des Kindes an einen Sérigné wird nämlich eine Loyalitätsbeziehung begründet, die in der senegalesischen Gesellschaft als sehr wichtig erachtet wird.

### Das Projekt der "modernen Daara"
Da es der Regierung nicht gelungen war, alle Kinder, die eine Daara besuchten, zum Besuch einer staatlichen Schule zu bringen, setzte sie auf eine neue Strategie, nämlich das Projekt der "daara moderne". Mit ihm sollte der Bevölkerung ein Angebot gemacht werden, das ihren religiösen Bedürfnissen stärker entgegenkommt. Das Konzept der "modernen Daara" sieht vor, dass der Buch dieser Einrichtung mit fünf Jahren beginnt und acht Jahre dauert. In den ersten drei Jahren wird in der lokal gebräuchlichen Sprache unterrichtet, wobei das Auswendiglernen des Korans im Mittelpunkt steht. Die zweite Phase, die zwei Jahre lang dauert, umfasst das Memorieren des restlichen Teils des Korans und den Unterrichtsstoff der drei ersten Jahre der staatlichen Elementarschule. In der dritten Phase, die wieder drei Jahre umfasst, wird der Unterrichtsstoff der drei letzten Jahre der Elementarschule vermittelt. Am Ende der Ausbildung wird der staatliche CFEE-Abschluss verliehen.
Im Januar 2010 beauftragte das Erziehungsministerium die Organisation PARRER (Partenariat pour le retrait et la réinsertion des enfants de la rue), die sich zuvor im Kampf gegen die Zwangsbettelei der Talibés engagiert hatte, mit der Entwicklung eines Lehrplans für diese modernen Daaras. PARRER arbeitete das neue Curriculum mit finanzieller Unterstützung Japans innerhalb von einem Jahr aus. Das PARRER-Curriculum, das darauf abzielt, den Daara-Schülern basale Kompetenzen und zugleiche eine qualitätvolle islamische Erziehung zu vermitteln, wurde 2011 von den bereits unter staatlicher Kontrolle stehenden Daaras übernommen.
PARRER schlug außerdem einen Katalog von Normen und Standards für die modernen Daaras vor, die das Curriculum, das Personal, die innere Verwaltung, die Infrastruktur und Ausstattung sowie die Hygiene und die Schulbücher betraf. Dieser Katalog wurde auf einem Workshop im Juli 2011 diskutiert. Die Aufsichtsbehörde begann unterdessen mit der Ausarbeitung eines Gesetzes, das den Status der Daaras langfristig regeln soll und diese Einrichtungen vollständig unter die Kontrolle des Staates bringen soll.
Eine Gesetzesvorlage, die von vier Ausführungsdekreten begleitet ist, wurde 2014 ausgearbeitet. Sie wurde im Januar 2015 von einer Delegation des Erziehungsministeriums den General-Kalifen von Murīdīya und Tidschānīya präsentiert. Das Gesetzesprojekt stieß bei ihnen auf einen breiten und lang anhaltenden Widerstand. Namentlich das Ziel, an den Daaras Französisch zu unterrichten, wird abgelehnt. Erst im Juni 2018 hat der Ministerrat den Gesetzentwurf angenommen. Noch im April 2021 stieß die Einbringung des Gesetzentwurfs in die Nationalversammlung auf breiten Widerstand. Die Befürworter des Gesetzes hielten seine Annahme zwar für dringlich, vermissten aber bei den verantwortlichen Akteuren die nötige Entschlossenheit und Sorgfalt.